# Scherzo-uri (Chopin)
Scherzo-urile lui Frédéric Chopin au fost compuse și publicate între anii 1831 și 1842. Ele sunt patru la număr.

## Scherzo-ul Nr. 1
Scherzo-ul Nr. 1 în B minor, Op. 20, este o compoziție pentru pian solo scrisă de Frédéric Chopin între 1831 și 1832 și dedicată lui Thomas Albrecht. Piesa începe cu tempo-ul care marchează Presto con fuoco. Piesa este întunecată, dramatică și plină de viață. Este complexă și este considerată una dintre lucrările mai dificile ale lui Chopin.
Acest prim Scherzo ia forma ABA-Coda și începe cu două corzi în fortissimo. La o viteză extraordinară, urmează o serie de izbucniri dramatice în tonicul B minor. În apropierea centrului piesei, muzica duce într-o secție mai lentă în B major ; în cele din urmă se aude o melodie tangibilă în registrul de mijloc, înconjurat de acompaniament atât în mâna stângă, cât și pe cea superioară. Chopin citează aici dintr-un vechi cântec de Crăciun polonez (Lulajże Jezuniu); tempo-ul din această secțiune este marcat Molto più lento. Zona principală B se dizolvă, pe măsură ce armonia schimbă în mod misterios caracterul prin dominantă secundară. Cele două corzi reapărut de la început, suprapuse peste vestigii ale secțiunii medii. Apoi începutul presto se repetă în tonicul familiar minor.
Conducerea către coda virtuoasă dramatică este asemănătoare cu abordarea spre Molto più lento, dar puțin diferită (așa cum se întâmplă cu scherzo-ul al doilea și treilea ale lui Chopin). Această secțiune finală include zboruri amețitoare arpeggiate în sus și aproape în jos întreaga tastatură, suspendat de o serie culminantă de nouă acorduri de zece note (E ♯ diminuat al șaptelea (cu al treilea diminuat), augmentată a șasea coardă în poziția rădăcină, lider-ton secundar coardă de tonic B). După rezoluție și o urcare cromatică rapidă de peste patru octave în ambele mâini, piesa ajunge la o concluzie triumfătoare printr-o cadență îndrăzneață îndrăzneață .
În interpretarea lui Scherzo nr. 1, Vladimir Horowitz a repetat scara cromatică aproape de sfârșitul lui în octave interconectate, o tehnică pe care o folosea adesea ca semnătură pe alte piese. Octavele interconectate au fost destinate să fie redate la aceeași viteză ca și scala cromatică originală. Franz Liszt a fost cu siguranță primul care a cântat în acest fel.
Această piesă a fost scrisă în 1831, în timpul Revoltei din noiembrie împotriva Imperiului Rus. Un prieten al lui Chopin, Thomas Albrecht, căruia i-a fost dedicat, l-a convins să rămână în Viena, departe de familia sa din Polonia, pentru a-și construi cariera muzicală. În acest timp, a cântat doar un concert, unde și-a cântat concertul în E Minor. Din cauza luptei și a războiului, compozițiile sale s-au schimbat din bucăți de stil strălucit, lucrând într-o tonalitate nouă, mai întunecată. Chopin a compus această piesă și mai multe dintre Studii Op. 10 în jurul aceleiași perioade.
Scherzo este "glumă" în italiană, iar Robert Schumann a comentat aparentul neglijabil al lucrării despre titlul său: "Cum este" gravitația "să se îmbrace dacă" merge "în voaluri întunecate?"  Este întuneric, suspans și plin de haos - prima melodie clară se află în secțiunea mijlocie a secțiunii B, dar se întoarce la un murmur haotic imediat după. Se presupune că aceasta a reprezentat sentimentele lui Chopin față de război sau a povestit o poveste despre răzvrătire în patria sa. Acest lucru poate reflecta sentimentul lui Brahms cu propriile sale scherzo-uri ironice.

## Scherzo-ul Nr. 2
Scherzo-ul No. 2 în B flat minor, Op. 31 este un scherzo de Frédéric Chopin . Lucrarea a fost compusă și publicată în 1837 și a fost dedicată contesei Adèle Fürstenstein. Robert Schumann a comparat acest scherzo cu un poem Byronic, "atât de plin de tandrețe, îndrăzneală, dragoste și dispreț". Potrivit lui Wilhelm von Lenz, un elev al lui Chopin, compozitorul a spus că renumitul deschizător de sotto voce a fost o întrebare, iar a doua frază răspunsul: "Pentru Chopin nu a fost niciodată îndoielnic, niciodată suficient de moale, niciodată suficient de boltit. Trebuie să fie o casă de carnaval.  Huneker se întreabă: "Ce scriere stăpânitoare și care se află chiar în inima pianului! O sută de generații nu se pot îmbunătăți pe aceste pagini". 
Începutul este marcat cu Presto și se deschide în B minor. Cu toate acestea, cea mai mare parte a lucrării este scrisă în D flat major. Deschiderea piesei este formată din două coarde pianissimo arpegiate și după o pauză de o clipă intră într-un set de corzi fortissimo, înainte de a se întoarce la acordurile arpegiate liniștite. Piesa merge apoi într-o secțiune arpeggio care duce la con anima. Apoi, secțiunea de mijloc apare în A major. După terminarea secțiunii medii (modularea în B minor), prima secțiune reapare cu un coda.
Piesa este auzită în episodul Woody Woodpecker "Momente muzicale de la Chopin". Un fragment este, de asemenea, auzit în filmul "Martor la ucidere", în 1954, cu Barbara Stanwyck.

## Scherzo-ul Nr. 3
Scherzo-ul No. 3, Op. 39, în C-sharp minor, de Frédéric Chopin, terminat în 1839, a fost scris în mănăstirea abandonată din Valldemossa, pe insula Baleare din Mallorca, Spania.  Aceasta este cea mai tare, ironică și strâns construită din cele patru scherzosuri, cu o măreție aproape beethoveniană.
Frédéric Chopin a dedicat această compoziție unuia dintre elevii săi apropiați, Adolphe Gutmann. 
Piesa începe în cheia C-sharp minor, apoi se îndreaptă spre D-flat major și se intoarce la C-minor, terminand cu un al treilea Picardy. Compoziția se deschide cu o introducere aproape lisztițiană, ducând la un subiect în octave de energie pent-up. Modificările cheii D-flat major, cu un subiect asemănător coralei, intercalate cu arpegii delicate care se încadrează. Louis Kentner o consideră "o melodie wagneriană de o frumusețe uluitoare, reamintind sunetul de tubă, harpă și toată orchestra apocaliptică a lui Valhalla".
Începe cu o introducere care progresează în tema principală feroce. Acest lucru este deosebit de dificil de realizat, datorită tehnicii necesare pentru executarea corectă și rapidă a modelelor octavei care rulează. Scherzo se mută apoi într-o secțiune de tranziție care duce înapoi la tema principală. Următoarele, secțiunea de cantare (cantabile) este în D-flat major. Tema principală și secvențele sale încep cu acorduri puternice care ține melodia urmată de un flutter de note în jos. Urmează o scurtă secțiune constând dintr-o serie de arpegii. Elementele acestei secțiuni lirice se repetă de câteva ori și piesa se mută apoi în tema principală.

## Scherzo-ul Nr. 4
Frédéric Chopin a compus Scherzo Nr. 4 în E major, Op . 54, al patrulea și ultimul scherzo în 1842.
Scherzo a fost publicat în 1843. Spre deosebire de ultimele trei scherzo-uri (Op. 20, Op. 31, Op. 39), E major este, în general, mai liniștit în temperament, deși încă posedă momente excepțional de pasionante și dramatice. Trioul este în C minor și este bazat pe cântecul folcloric polonez. Acesta este singurul dintre cele patru scrupule ale lui Chopin, bazat în primul rând pe o cheie majoră.